# Aharon Abuchacira
Aharon Abuchacira (hebr.: אהרן אבוחצירא, ang.: Aharon Abuchatzira, ur. 28 października 1938 w Arfudzie,  zm. 21 września 2021 w Tel Awiwie) – izraelski polityk, w latach 1974–1992 poseł do Knesetu, w latach 1977–1981 minister spraw religijnych, następnie w latach 1981–1982 minister absorpcji imigrantów oraz minister opieki społecznej. Zasiadał w Knesetach VIII, IX, X, XI i XII kadencji. 

## Życiorys
Syn rabina Icchaka Abuchaciry, rabina Ramli i Lod. Wyemigrował wraz z rodziną do Izraela w 1949 roku. Uczęszczał do jesziwy w Kefar ha-Ro’e, ukończył także seminarium nauczycielskie w Jerozolimie oraz studia historyczne i z literatury hebrajskiej na Uniwersytecie Bar-Ilana. Następnie pracował jako nauczyciel w szkole średniej. 
W 1969 roku został wybrany do rady miejskiej Ramli. W wyborach w 1972 roku został wybrany burmistrzem miasta i funkcję tę sprawował do 1977 roku. W wyborach parlamentarnych w 1973 po raz pierwszy dostał się do izraelskiego parlamentu. Od 1977 roku pełnił funkcję ministra spraw religijnych. W 1981 roku założył sefardyjską partię polityczną Tami, w tym samym roku został mianowany ministrem absorpcji imigrantów oraz ministrem pracy i opieki społecznej. W maju 1982 roku, w wyniku skazania przez sąd, zrezygnował z obydwóch stanowisk.
Od 1984 roku był jedynym przedstawicielem Tami w Knesecie. W 1987 roku przeszedł do frakcji Likud, rok później rozwiązał partię i został członkiem Likudu. W 1988 roku został po raz ostatni wybrany do Knesetu. Po wycofaniu się z polityki zajął się handlem nieruchomościami.
Został pochowany na starym cmentarzu w Ramli.

## Procesy sądowe
W 1980 roku został oskarżony o przyjmowanie łapówek od instytucji religijnych w zamian za faworyzowanie ich przy rozdziale środków, w 1981 roku zrzekł się immunitetu i rozpoczął się jego proces. W pierwszym procesie został uniewinniony po tym, gdy główny świadek w śledztwie zmienił swoje zeznania w wyniku interwencji rabinów. Następnie rozpoczął się kolejny proces, w którym został oskarżony o oszustwa, kradzież oraz naruszenie zaufania. W 1982 roku został uznany winnym i skazany na trzy miesiące prac społecznych.